# Хилин
Хилин (Хилін, пол. Chylin) — село в Польщі, у гміні Вербиця Холмського повіту Люблінського воєводства. Населення — 299 осіб (2011).

## Історія
За даними етнографічної експедиції 1869—1870 років під керівництвом Павла Чубинського, у селі здебільшого проживали греко-католики, які розмовляли українською мовою.
У 1947 році під час операції «Вісла» з Хилина на щойно приєднані до Польщі терени було виселено 16 українців.
У 1975—1998 роках село належало до Холмського воєводства.

## Населення
У 1943 році в селі проживало 46 українців і 592 поляки.
Демографічна структура станом на 31 березня 2011 року:
|          | Загалом | Допрацездатний вік | Працездатний вік | Постпрацездатний вік |
| -------- | ------- | ------------------ | ---------------- | -------------------- |
| Чоловіки | 141     | 32                 | 92               | 17                   |
| Жінки    | 158     | 33                 | 87               | 38                   |
| Разом    | 299     | 65                 | 179              | 55                   |